# Ross Millington
Ross Millington, född 19 september 1989, är en brittisk långdistanslöpare.
Millington tävlade för Storbritannien vid olympiska sommarspelen 2016 i Rio de Janeiro, där han slutade på 31:a plats på 10 000 meter.